# Şehzade Mehmed Abdülkadir
 (novembre 2020).
Le contenu est difficilement compréhensible vu les erreurs de traduction, qui sont peut-être dues à l'utilisation d'un logiciel de traduction automatique.
Şehzade Mehmed Abdülkadir, né le 16 janvier 1878 à Constantinople et mort le 16 mars 1944 à Sofia était un prince ottoman, le fils du sultan Abdülhamid II et de son épouse Bidar Kadın.

## Biographie
Şehzade Mehmed Abdülkadir est né le 16 janvier 1878 dans le palais de Dolmabahçe. Sa mère était Bidar Kadın. Il a été éduqué en privé. Il avait une sœur, Naime Sultan, de deux ans plus âgée. Sa circoncision a eu lieu en 1890.
Il a été nommé colonel de cavalerie Ertuğrul Régiment de gardes impériaux, armée ottomane. Il était pianiste et violoniste.
En 1909, après le renversement d’Abdulhamid, Abdülkadir le suit à Salonique, et retourne à Constantinople l’année suivante. Entre 1909 et 1924, il vit dans le palais de Kızıltoprak et le palais riverain de Büyükdere. Après la dissolution de l’empire et du califat en 1924, la famille ottomane s’exile.

### Vie privée
Abdülkadir voulait épouser Macide Hanım, la plus jeune fille de Şerif Bey, un officier militaire à la retraite. Şehzade appliqué au sultan à cette fin et la question a été traitée dans le Devoir de la dynastie. L’Assemblée n’a pas trouvé approprié que le prince épouse Macide. Cette justification a été transmise au prince par écrit, et il a été expliqué en langage clair qu’il ne serait pas approprié de se marier. Abdülkadir a eu un autre mariage sans permission que le palais a commencé une série d’enquêtes après avoir été au courant du mariage ; des sanctions ont été imposées. Le prince a été marié à Meziyet Hanım, une Grecque dont le nom d’origine était Fatma, probablement la fille d’un lieutenant à la retraite sans la permission du sultan.

### Décès
Mehmed Abdülkadir est allé d’abord à Budapest en Hongrie et plus tard est allé à Sofia en Bulgarie. Il meurt le 16 mars 1944 et y est enterré,.

### Famille
Il a eu cinq épouses :
- Mislimelek Hanım, (née Pakize Marşania, Sivas, c. 1883 – Béyrout, Liban, 1955), marié à Constantinople, Palais Yıldız, en 1898, nièce de Nazikeda Kadın, consort du sultan Mehmed VI et Eryale Hanım, consort de Şehzade Mehmed Selim, et fille du prince Abdülkadir Bey Maşan et la princesse Mevlüde Hanım İnalipa.
- Sühendan Hanım (née Tokat), marié à Constantinople, Yıldız Palace, et divorcé en 1906.
- Mihriban Hanım (Constantinople, 18 mai 1890 – Le Caire, Égypte 1956), marié à Constantinople, Palais Yıldız, le 6 juin 1907 et plus tard séparés, et avait :
  - Șehzade Mehmed Orhan.
- Macide Hanım (née Hadice, Adapazarı, 14 septembre 1899 – Vienne, 10 octobre 1934 et enterré là), à Kızıltoprak, Asie Mineure, le 1er juin 1913 fille de Mustafa Şerif Bey, colonel dans l’armée impériale ottomane, et avait:
  - Şehzade Ertuğrul Necib (Kızıltoprak, Asie Mineure, 15 mars 1915 – Vienne, 7 février 1994), mariée à Vienne le 14 août 1946 à l’Autrichienne Gertrude Emilia « Tengler » Hanım (Vienne, née le 25 mai 1926), et avait:
  - Şehzade Alaeddin Kadir (Kızıltoprak, Asie Mineure, 2 janvier 1917 – Sofia, 26 novembre 1999), prince héritier titulaire de Turquie de 1994 à 1999, marié à Lydia « Dimitrova » Hanım.
- Meziyet Hanım (née Fatma, Crète, vers 1908 – Istanbul, 13 novembre 1989, enterré dans le cimetière de Karacaahmet), marié à Kızıltoprak, Asie Mineure, en 1922, fille de Mecid Bey, colonel dans l’armée impériale ottomane, et avait:
  - Bidar Sultan (Kızıltoprak, Asie Mineure, 3 janvier 1924 – Pest, Budapest, Hongrie, 8 mars 1924, enterré dans le sanctuaire de Gül Baba)
  - Safvet Neslișah Sultan (Budapest, Hongrie, 25 décembre 1925 – Istanbul, 30 mai 2014, enterré au cimetière de Karacaahmet), marié d’abord au Caire, en Égypte, en 1953 et divorcé en 1969 à Damad Avni Bey Șirin, fils de Riza Bey Șirin, marié en 1970 à Damad Mehmed Șefik Ziya Bey (1894–1970).

### Honneurs et distinctions
- Ordres et décorations ottomans
  - Collier du Hanedan-ı-Ali-Osman
  -  Médaille Imtiyaz
- Commandes et décorations étrangères
  -  Ordre impérial de Léopold (1905)
  -  Ordre de l'Aigle rouge de Prusse et d’Allemagne (1906)
  -  Chevalier, 1ère classe Ordre de François-Joseph d’Autriche-Hongrie (1895)

### Şehzade Mehmed Abdülkadir dans la culture populaire
La série télévisée turque Payitaht: Abdülhamid, retrace les 13 dernières années du sultan Abdülhamid II depuis 2017, il est interprété par Can Sipahi.